# TVA (Canada)

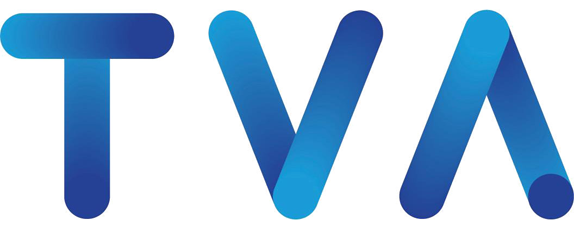
Logo

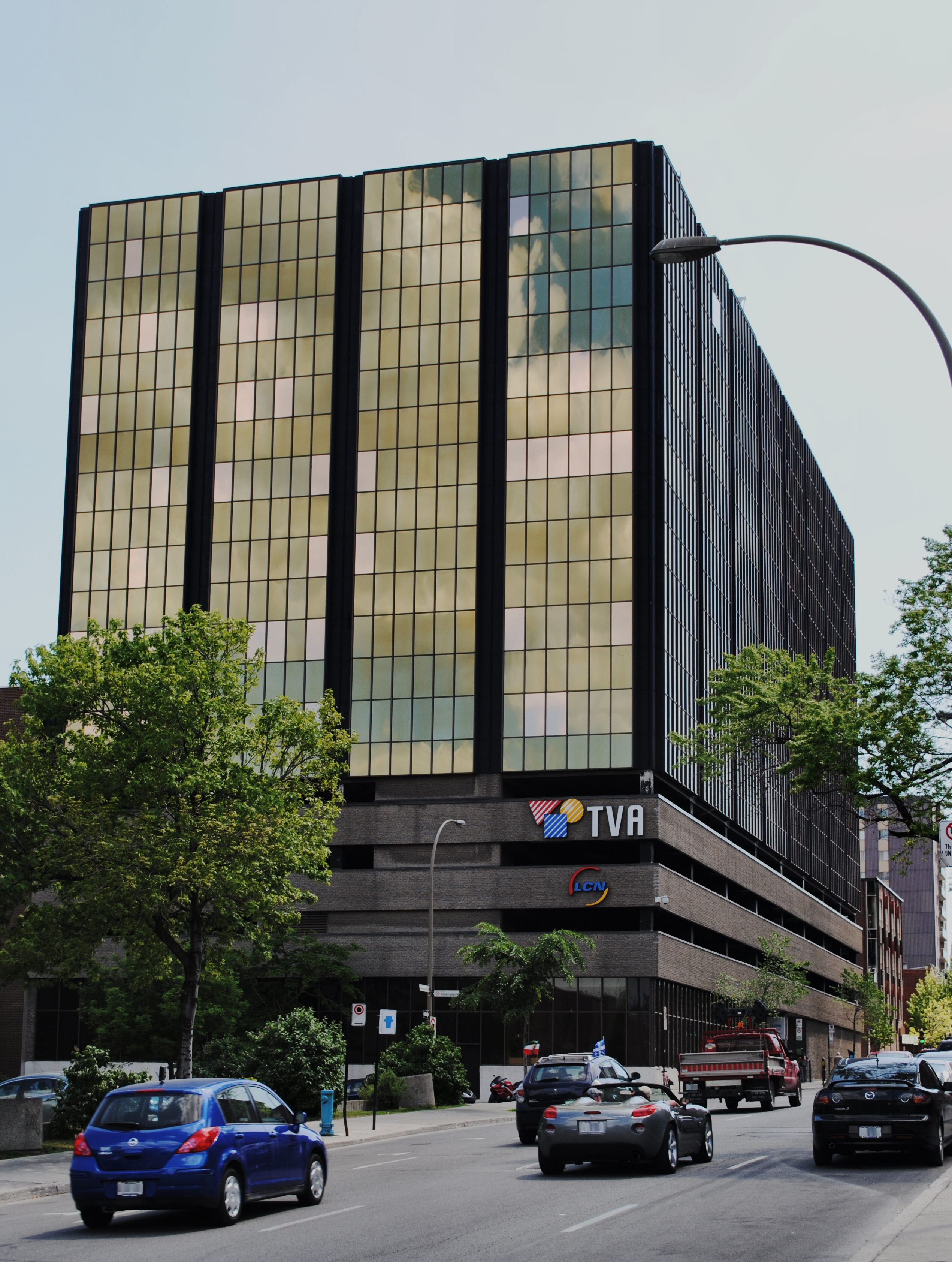
TVA-studio in Montreal

TVA is een particulier Franstalig televisienetwerk in de Canadese provincie Quebec, ontstaan in 1971 door een fusie van verschillende oudere zenders. TVA is gevestigd in Montreal heeft regionale zenders in Quebec, Rimouski, Saguenay, Sherbrooke en Trois-Rivières, en geaffilieerde stations in Carleton-sur-Mer, Gatineau, Rivière-du-Loup, en Rouyn-Noranda. Zenders van TVA zijn te ontvangen in Quebec (provincie) in delen van de naburige (en deels Franstalige) provincies Ontario en New Brunswick, en in het noorden van de Verenigde Staten.  De stations zenden grotendeels dezelfde inhoud uit, met uitzondering van lokale nieuwsberichten en weerberichten.
TVA wordt wel beschouwd als de Franstalige tegenhanger van CTV. Het bereikt een breed publiek met programma's die zich richten op gezinnen en op vrouwen in de leeftijdsgroep van 25 tot 54 jaar, waarvan gezegd wordt dat ze de meest gezochte doelgroep zijn van adverteerders in Quebec. TVA strijdt met Télévision de Radio-Canada om de positie van meest populaire netwerk in Quebec. 40 van de 50 meest populaire zenders in de provincie zijn in handen van TVA.
Het netwerk TVA is eigendom van Groupe TVA, die grotendeels in bezit is van Quebecor Média.
Behalve van TVA zelf is Groupe TVA ook eigenaar van het bedrijf TVA Productions, dat een deel van de programmering van TVA produceert. Overige producties worden aangekocht.
Groupe TVA is tevens eigenaar van Le Canal Nouvelles, de enige particuliere Franstalige nieuwszender in Canada.

## Programmering
Enkele bekende door TVA uitgezonden series zijn:
- Le Banquier, de Quebecse versie van Miljoenenjacht, geproduceerd voor TVA door TVA Productions en Endemol USA[3][4]
- Occupation double[5]
- Crusoé
- Histoires de filles (geproduceerd door Zone 3[2][6][7])
- Juste pour rire[8]
- Star Académie, geproduceerd door Productions J